# Herrntrop
Herrntrop ist ein Dorf mit 126 Einwohnern im Norden der Gemeinde Kirchhundem im Kreis Olpe (Nordrhein-Westfalen).

## Geografie
Herrntrop liegt im Süderbergland des Rheinischen Schiefergebirges. Darin gehört es zum sogenannten Bilsteiner Bergland im Gebiet des Olper Landes. Die Ortslage gehört zu den westlichen Ausläufern des Rothaargebirges im von Osten nach Westen verlaufenden Tal der Hundem, einem Fluss, der in Altenhundem in die Lenne mündet. Im Norden von Herrntrop liegt der 463 m hohe Gelsterhagen, im Nordosten der 452 m hohe Kuhhagen. Nach Süden ist die Landschaft offen und steigt verhältnismäßig sanft an zum „Alten Feld“ im Süden. Der Galgenberg im Südwesten ist 380 m hoch.
Nachbarorte von Herrntrop sind Würdinghausen im Osten, Flape im Südwesten, Kirchhundem im Westen, Altenhundem im Nordwesten, Kickenbach im Norden und Langenei im Nordosten.

## Geschichte
Die schriftliche Ersterwähnung Herrntrops ist noch nicht zweifelsfrei geklärt. Michael Flöer führt eine Urkunde des Klosters Grafschaft von 1228, in der ein Theodericus villicus de Hernincthorp als Zeuge genannt wird, sowohl als Beleg für Herrntrop in der Gemeinde Kirchhundem, als auch für den untergegangenen Ort Herentorp bei Grafschaft (Stadt Schmallenberg) an und lässt letztlich offen, welchen Ort die Urkunde meint. Bereits Manfred Wolf hatte sich bei der Veröffentlichung der Urkunden und Akten des Klosters Grafschaft in diesem Zusammenhang für Herrntrop bei Kirchhundem entschieden, schreibt aber im Register seiner Urkundenedition „bei Attendorn“. Günther Becker erwähnt Herrntrop hingegen nicht als einen der Orte, die vor 1300 in der heutigen Gemeinde Kirchhundem urkundlich erwähnt worden sind.
Frühe Anhaltspunkte über die Größe des Ortes ergeben sich aus einem Schatzungsregister (diente der Erhebung von Steuern) für das Jahr 1543. Demnach gab es in „Herentrop“ sechs Schatzungspflichtige (die höchsten Abgaben entfielen auf Peterß Hanß, Henßken sein Vetter, Cord Schmidt und Christian Schmidt); diese Zahl könnte mit den damals vorhandenen Höfen bzw. Häusern übereingestimmt haben.
Von 1843/44 bis zur kommunalen Neugliederung am 1. Juli 1969 war Herrntrop eine Ortschaft in der politischen Gemeinde Kirchhundem im Amt Kirchhundem. Seitdem gehört das Dorf zur heutigen Gemeinde Kirchhundem.

### Religionen
Als Ortschaft im ehemaligen kurkölnischen Herzogtum Westfalen ist die Bevölkerungsstruktur von Herrntrop noch heute überwiegend katholisch geprägt. Von den Einwohnern sind 104 römisch-katholische und 6 evangelische Christen. Zu weiteren 12 Einwohnern liegen Angaben zur Religionszugehörigkeit nicht vor.
Herrntrop gehört seit dem Mittelalter zur katholischen Pfarrei St. Peter und Paul Kirchhundem, die heute ein Teil des Pastoralen Raumes Kirchhundem im Dekanat Südsauerland ist.

### Einwohnerentwicklung
Am 1. Juli 1969 hatte Herrntrop 197 Einwohner. Bis 1974 war zunächst ein leichter Anstieg der Einwohnerzahl auf 199 zu verzeichnen, sie ging jedoch im nächsten Jahrzehnt zurück: 1978 = 151, 1985 = 144. Bis 1990 war wieder ein Anstieg auf 153 zu verzeichnen, um dann erneut zurückzugehen. Heute leben hier 122 Menschen.

## Kultur und Sehenswürdigkeiten

### Bauwerke

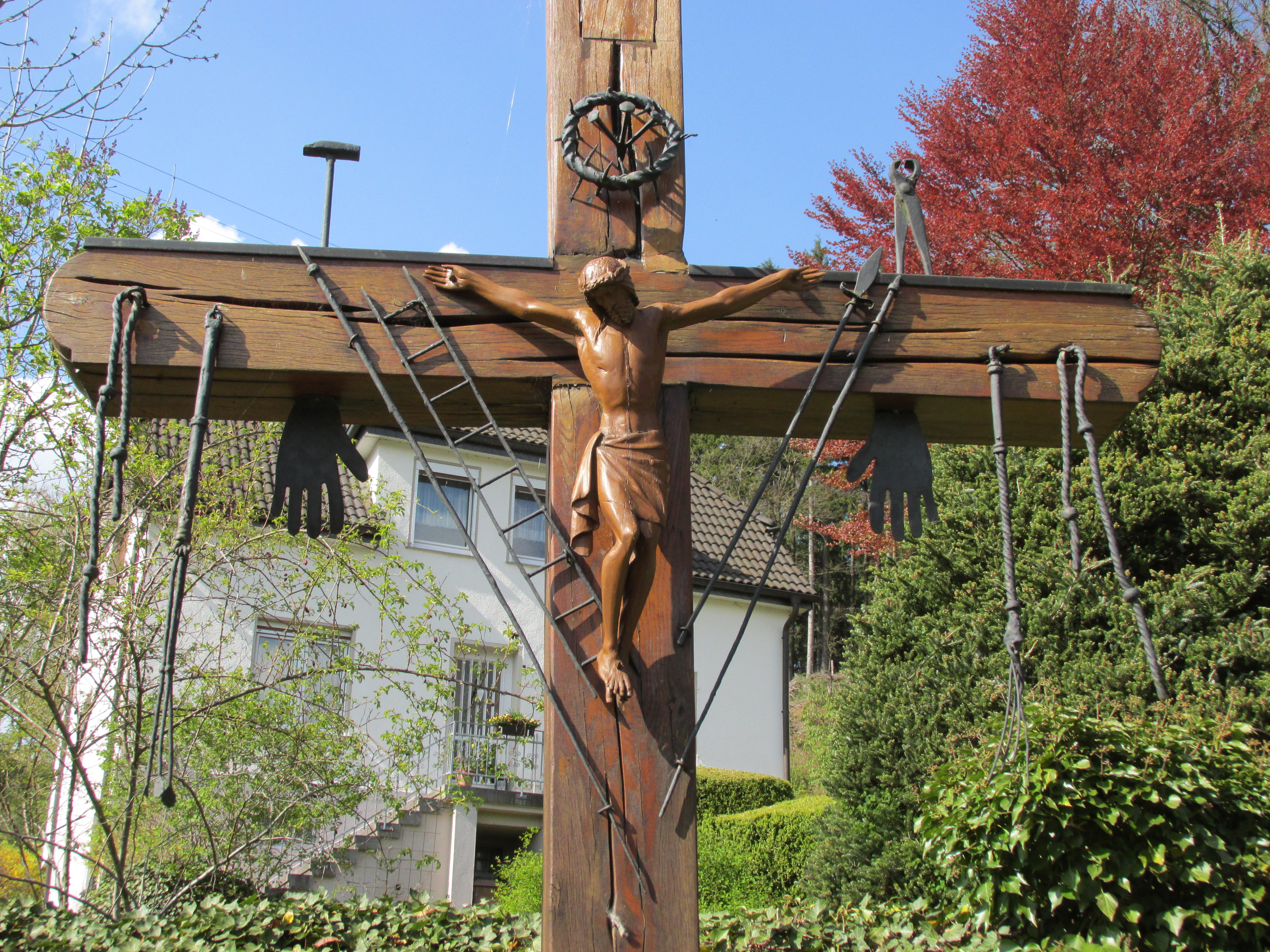
Detail des denkmalgeschützten Wegkreuzes

Im Ortskern des Dorfes stehen drei Fachwerkhäuser des 18. Jahrhunderts, die – in zwei Fällen teilweise – als Baudenkmäler in die Denkmalliste der Gemeinde Kirchhundem eingetragen sind. In einem der Gebäude, dem ehemaligen Gasthof Kaufmann gt. Elsken, ist ein Trauzimmer des Standesamtes Kirchhundem gewidmet. Als Baudenkmal eingetragen ist auch ein Holzkreuz mit den Marterwerkzeugen Christi im Ostteil des Dorfes.
Eine einbogige Brücke aus Porphyrstein, die nicht unter Denkmalschutz steht, ist ein Relikt der früheren Eisenbahnstrecke zwischen Altenhundem und Birkelbach.

### Kulinarische Spezialitäten
Über die Grenzen des Ortes hinaus bekannt ist der Zwieback der Bäckerei Droste aus Herrntrop, der nach altem Familienrezept hergestellt wird.

## Wirtschaft und Infrastruktur
Ein Hammerwerk am Ostrand des Dorfes kann schon in der ersten Hälfte des 18. Jahrhunderts nachgewiesen werden. Eine zeichnerische Darstellung des Werkes befindet sich in der so genannten Heidschotter Jagdkarte von 1743 im Archiv des Freiherrn von Fürstenberg, Herdringen. Seit den 1820er-Jahren sank die Rohstahlproduktion des Werkes, 1850 wurde es schließlich stillgelegt und später in ein Sägewerk umgebaut. Im 20. Jahrhundert war hier zeitweise die Bäuerliche Bezugs- und Absatzgenossenschaft untergebracht, die später nach Würdinghausen umzog. Auf einem Teil des früheren Hammergeländes befindet sich heute ein Supermarkt.
Durch Herrntrop verläuft die L 553 zwischen Kirchhundem und Hatzfeld.

### Bildung
Die Kinder von Herrntrop besuchen den katholischen Kindergarten und die katholische Grundschule St. Christophorus in Kirchhundem.

## Persönlichkeiten
- Helmut Kumpf (1928–1973), Politiker (CDU), Landrat